# PARP11
PARP11 (англ. Poly(ADP-ribose) polymerase family member 11) – білок, який кодується однойменним геном, розташованим у людей на 12-й хромосомі. Довжина поліпептидного ланцюга білка становить 331 амінокислот, а молекулярна маса — 38 739.
| 10         |  | 20         |  | 30         |  | 40         |  | 50         |
| ---------- |  | ---------- |  | ---------- |  | ---------- |  | ---------- |
| MFHKAEELFS |  | KTTNNEVDDM |  | DTSDTQWGWF |  | YLAECGKWHM |  | FQPDTNSQCS |
| VSSEDIEKSF |  | KTNPCGSISF |  | TTSKFSYKID |  | FAEMKQMNLT |  | TGKQRLIKRA |
| PFSISAFSYI |  | CENEAIPMPP |  | HWENVNTQVP |  | YQLIPLHNQT |  | HEYNEVANLF |
| GKTMDRNRIK |  | RIQRIQNLDL |  | WEFFCRKKAQ |  | LKKKRGVPQI |  | NEQMLFHGTS |
| SEFVEAICIH |  | NFDWRINGIH |  | GAVFGKGTYF |  | ARDAAYSSRF |  | CKDDIKHGNT |
| FQIHGVSLQQ |  | RHLFRTYKSM |  | FLARVLIGDY |  | INGDSKYMRP |  | PSKDGSYVNL |
| YDSCVDDTWN |  | PKIFVVFDAN |  | QIYPEYLIDF |  | H          |  |            |

A: Аланін

C: Цистеїн

D: Аспарагінова кислота

E: Глутамінова кислота

F: Фенілаланін

G: Гліцин

H: Гістидин

I: Ізолейцин

K: Лізин

L: Лейцин

M: Метіонін

N: Аспарагін

P: Пролін

Q: Глутамін

R: Аргінін

S: Серин

T: Треонін

V: Валін

W: Триптофан

Кодований геном білок за функціями належить до трансфераз, глікозилтрансфераз. 
Задіяний у таких біологічних процесах, як транспорт, транспорт білків, транспорт мРНК, транслокація, диференціація клітин, сперматогенез, альтернативний сплайсинг. 
Білок має сайт для зв'язування з НАД. 
Локалізований у ядрі, комплексі ядерної пори.